# Scelte stupide
Scelte stupide è un singolo del rapper italiano Fedez e della cantautrice italiana Clara, pubblicato il 2 maggio 2025.

## Descrizione
Il brano, scritto da entrambi gli artisti con Alessandro La Cava e Federica Abbate, è prodotto da Nicola Lazzarin, in arte Cripo, e ha segnato la prima collaborazione tra i due artisti, entrambi reduci dalla partecipazione al 75º Festival di Sanremo.

## Promozione
Il 28 aprile 2025, pochi giorni prima dell'uscita, gli artisti hanno svelato l'uscita del brano attraverso i loro profili social. Il 3 maggio gli artisti hanno eseguito il brano nel corso della settima puntata del serale della ventiquattresima edizione del talent show Amici di Maria De Filippi.

## Video musicale
Il video musicale, diretto dallo stesso Fedez con Byron Rosero, è stato pubblicato in concomitanza all'uscita del brano attraverso il canale YouTube del rapper.

## Tracce
Testi di Federico Leonardo Lucia, Clara Soccini, Alessandro La Cava e Federica Abbate, musiche di Alessandro La Cava, Federica Abbate e Nicola Lazzarin.
1. Scelte stupide – 2:59

## Formazione
- Fedez – voce
- Clara Soccini – voce
- Nicola "Cripo" Lazzarin – programmazione, produzione
- Alex Trecarichi – registrazione

## Classifiche
| Classifica (2025) | Posizione massima |
| ----------------- | ----------------- |
| Italia            | 13                |